# Кисломолочний сир

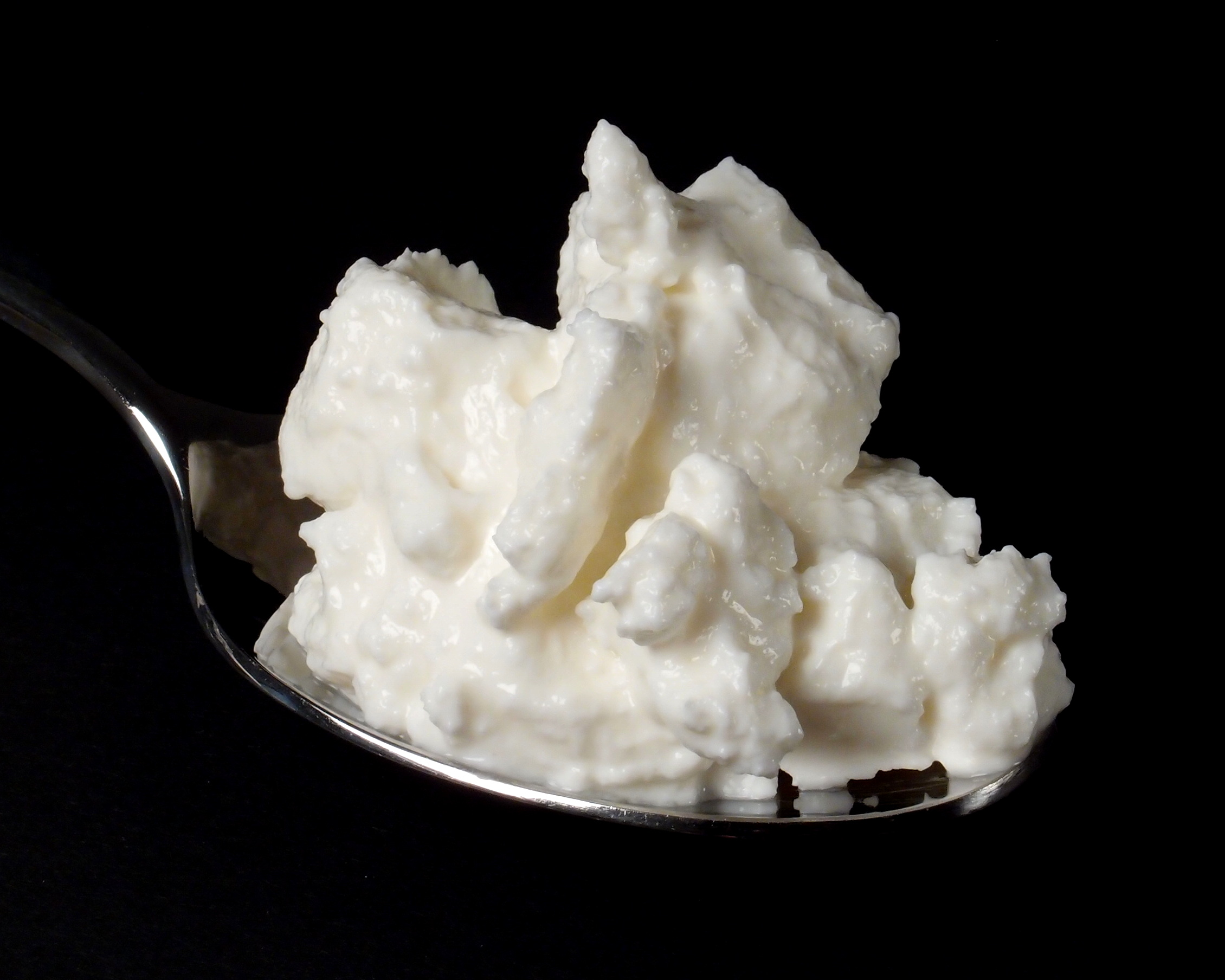
Кисломолочний сир в ложці

Сир (кисломолочний), частіше просто сир — продукт сквашування молока заквашувальними препаратами із застосуванням способів кислотної, кислотно-сичужної або термокислотної коагуляції білку з подальшою термічною обробкою отриманого згустку для відділення сироватки і вилучення частини її відпресовуванням білкової маси. Процес виготовлення сиру кисломолочного базується на здатності молочного білка казеїну утворювати щільний згусток.
В Україні кисломолочний сир — це звичний продукт, який готували в домашніх умовах наші бабусі, і це традиційний український продукт. Він є традиційним харчовим продуктом для кухонь балтійських, німецьких та слов'яномовних країн.

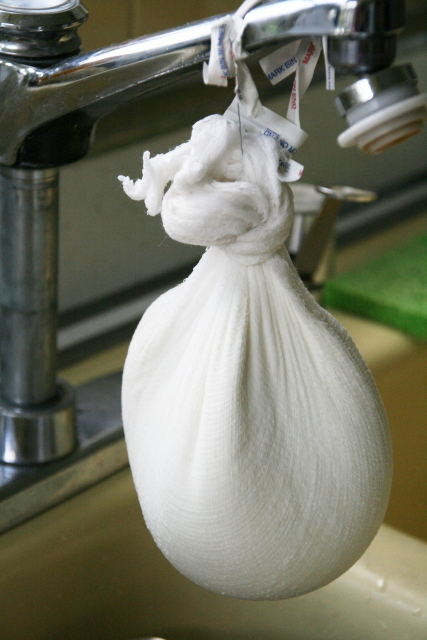
Традиційне приготування кисломолочного сиру в домашніх умовах. Грудка сирної маси поміщена у тканинний мішечок для зневоднення шляхом самопресування і виходу сироватки

## Виробництво
Оскільки сир є продуктом кисломолочного бродіння, то за способом осадження білків існує два способи коагуляції: кислотний та кислотно-сичужний (коагуляція білків відбувається під дією молочної кислоти і сичужного ферменту).
Цей кисломолочний продукт виготовляють шляхом сквашування пастеризованого незбираного і/або знежиреного молока, із застосуванням культур лактококів і термофільних молочнокислих стрептококів кислотною, кислотно-сичужною або термокислотною коагуляцією білка з подальшим видаленням сироватки під дією самопресування чи примусовим пресуванням (на спеціальних центрифугах до отримання стандартної вологості), ультрафільтрації та/або сепарування. Домашній сир в тому числі виготовляють і шляхом самосквашування молока. Сир, що продається у торгівельній мережі, в основному виготовляється з пастеризованого молока. Непастеризоване молоко може використовуватися для виробництва сиру лише на потреби підприємств ресторанного господарства, де він може бути використаним виключно для виготовлювання виробів, які під час їх доведення до кулінарної готовності будуть піддані термічній обробці (вареники, сирники, тістечка та ін.), а на маркуванні такого сиру обов’язково має бути зазначено, що він виготовлений з непастеризованого молока.
Сир може вироблятися з натурального молока, нормалізованого молока, відновленого молока, рекомбінованого молока, їх сумішей, маслянки чи її суміші з молоком. 
Виробництво термокислотним способом є економічно вигідним, оскільки передбачає використання сироватки, яка є побічним продуктом виробництва сичужних і кисломолочних сирів, характеризується високим ступенем вилучення білка і дозволяє ефективно використовувати компоненти молочної сировини шляхом осадження як казеїну (основного білка молока), так і сироваткових білків (глобуліну і альбуміну). Цей спосіб оснований на спільній коагуляції практично всіх молочних білків.
Показники якості кисломолочного сиру викладені в національному стандарті України ДСТУ 4554:2006 «Сир кисломолочний. Технічні умови». За вимогам ДСТУ для кисломолочного сиру вміст вологи має бути не більше 55 %. А кислотність повинна бути в межах 160—220° Т. Масова частка солі в сирних солоних масах повинна бути в межах 1,5-2,0 %. Вміст бактерій групи кишечної палички допускається в 0,01 г продукту.
У домашній кулінарії при виробництві домашнього сиру в домашніх умовах, його готують багатьма різними способами. 

## Класифікація
Його можна класифікувати як свіжий сир. Він м'який, білий, і зазвичай без додавання солі.
Вміст білка 14-18% забезпечує високу харчову та біологічну цінність продукту. Згідно з ДСТУ 4554:2006 сир кисломолочний поділяють на нежирний та з масовою часткою жиру від 2 до 18 %. 
Його також можна класифікувати на жирний, напівжирний та нежирний, дієтичний (11%), домашній (4%). Залежно від підстави, класифікація також може ґрунтуватися на способі коагуляції білка, обладнанні та технічному оформленні процесу тощо.

## Обсяги виробництва в Україні

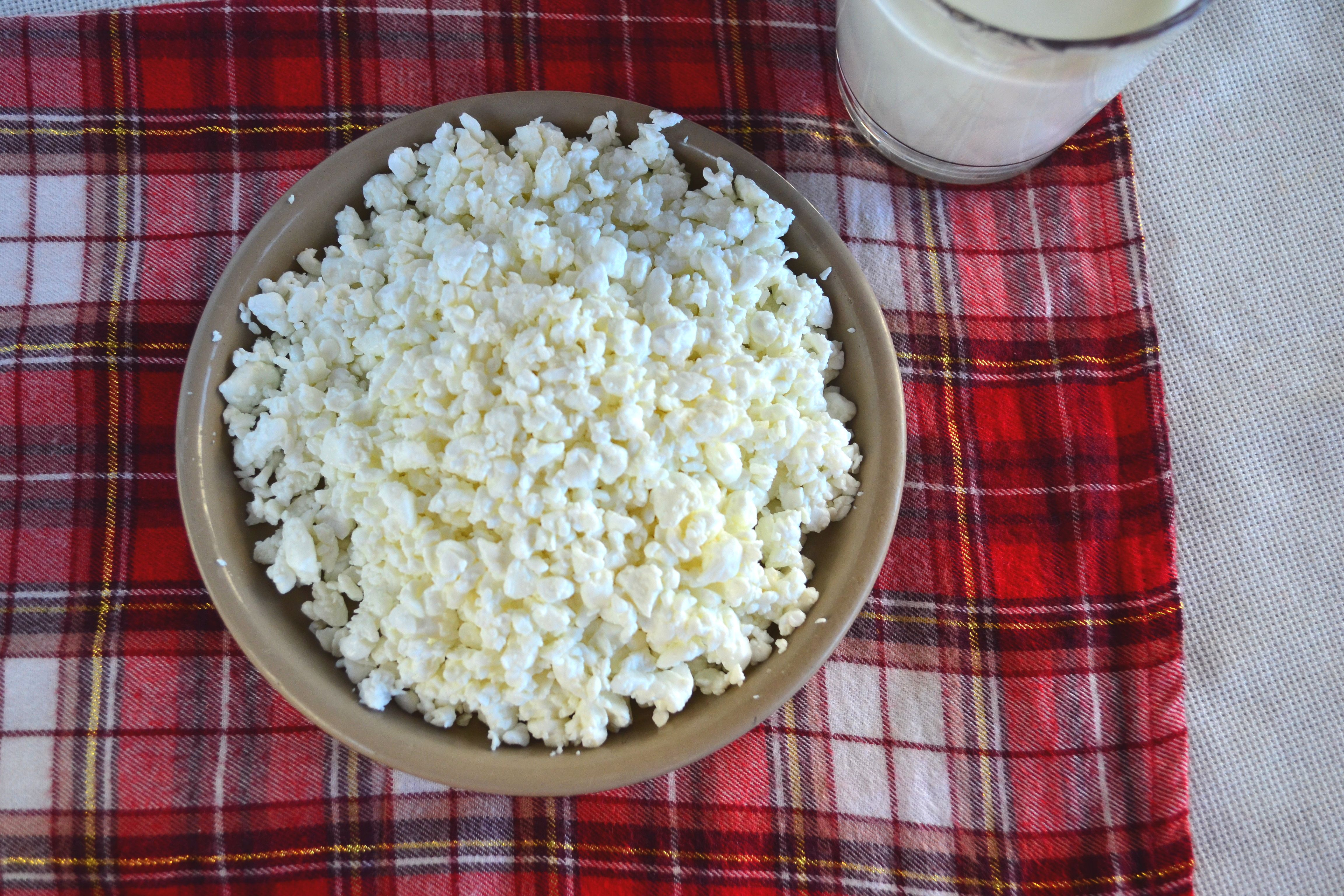
Сир нежирний

Станом на серпень 2006 року: майже 3 мільйони українців утримували корів у своїх господарствах і продавали молоко; в Україні немає кооперативів з виробництва молока; літр молока коштує 2-2,5 гривні на міні-ринках, а закупівельні компанії приймають його по 65 копійок; якщо раніше середньостатистичний українець споживав до 380 кг молочних продуктів на рік, то у 2006 році близько 226 кг.
У 2018 році в Україні було вироблено 95,3 тисяч кілограмів кисломолочного сиру. Середній темп падіння обсягу виробництва кисломолочних сирів становив порівняно з 2016—2017 рр. приблизно 21 %. 
Станом на 2019 рік випуск сирів в Україні недостатній і не відповідає рекомендованим нормам споживання.

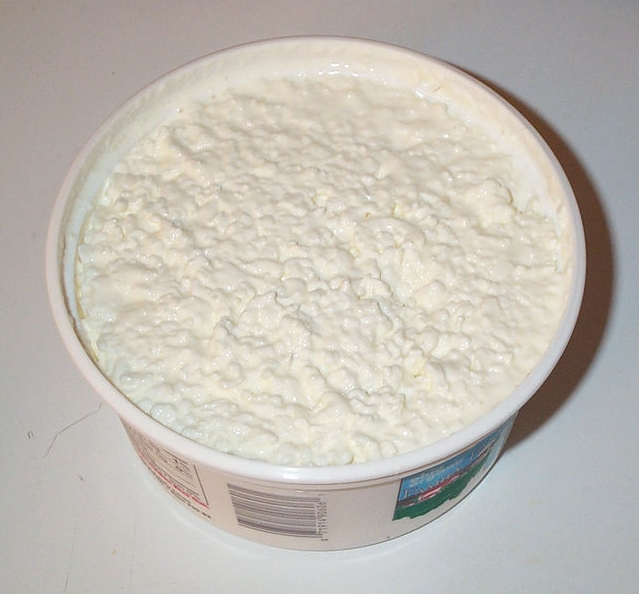
Магазинний кисломолочний сир (англ. cottage cheese)

## У харчуванні
Сир кисломолочний характеризується високою засвоюваністю, має високий вміст повноцінного молочного білку в межах від 12 до 19 %, молочного жиру до 18 %, вуглеводів до 1,5 % та мінеральних речовин в межах 1,5 %, які багаті на легко засвоюваний кальцій і фосфор, вітаміни А і групи В. Білок в цьому продукті володіє повноцінним амінокислотним складом, тобто до його складу входять усі незамінні амінокислоти, які легко засвоюється організмом й обумовлюють біологічну цінність продукту. Кисломолочний сир служить основою для створення різних сиркових виробів і напівфабрикатів. Енергетична цінність 100 г кисломолочного сиру становить від 95 до 250 ккал, що залежить від масової частки жиру в ньому. Враховуючи значну засвоюваність кисломолочного сиру його рекомендують як для дієтичного, так і повноцінного харчування для різних вікових верств населення.